# آندره‌آ ساکی
آندره‌آ ساکی (انگلیسی: Andrea Sacchi; ۳۰ نوامبر ۱۵۹۹ – ۲۱ ژوئن ۱۶۶۱) نقاش اهل ایتالیا بود.